# Église Saint-Martial de Toulx-Sainte-Croix
Pour les articles homonymes, voir église Saint-Martial.
L'église Saint-Martial est une église catholique située à Toulx-Sainte-Croix, en France.

## Localisation
L'église est située dans le département français de la Creuse, sur la commune de Toulx-Sainte-Croix.

## Historique
Cette église est dédiée à la Sainte-Croix et à saint Martial, apôtre du Limousin, qui, d'après sa légende, y aurait commencé sa prédication.
L'édifice est classé au titre des monuments historiques en 1986.

## Architecture
À la suite d'un écroulement ou d'une démolition, cette église, du XIe et du début du XIIe siècle, où tous les tracés sont en plein cintre n'a plus sa longueur définitive et a été fermée, à l'Ouest par un mur moderne précédé d'un porche.
La nef, voûtée en berceau, n'a plus que deux travées que sépare un arc-doubleau retombant sur des piliers cruciformes, à imposte moulurée d'un bandeau et d'un biseau. Les collatéraux ont le même voûtage soutenu par de petits arcs-doubleaux qui s'appuient sur les piliers et des pilastres. Les croisillons du transept sont également voûtés en berceau.

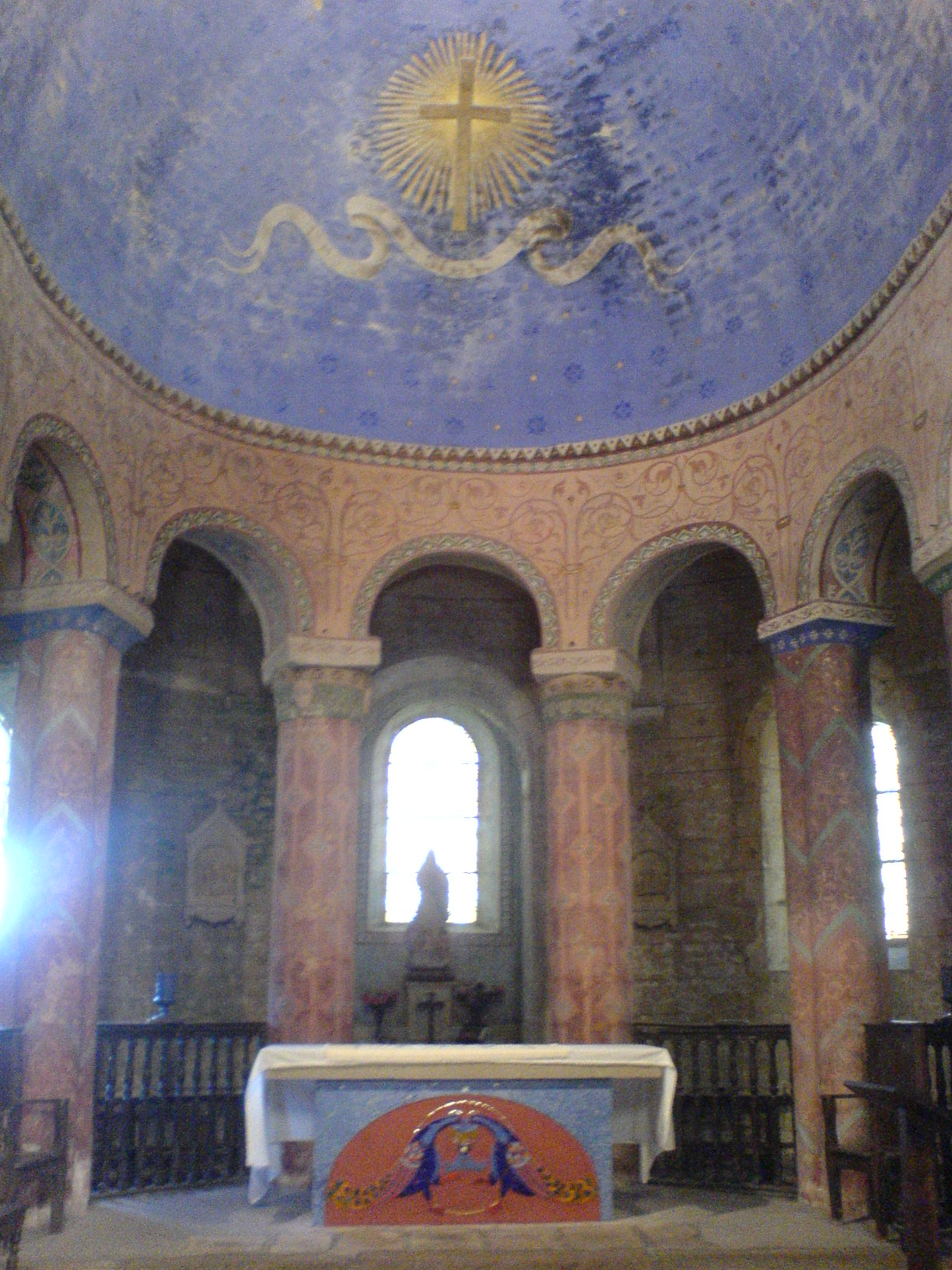

Entre la deuxième travée et le chœur, l'arc-doubleau retombe sur des piliers allongés (imposte à bandeau et biseau), avec saillie intérieure et colonne, engagés dans l'angle Ouest. Ces colonnes ont des chapiteaux à crochets et des bases moulurées de tores. Le chœur (XIe siècle), voûté en cul-de-four, est entouré d'un déambulatoire qu'en séparent six colonnes, quatre rondes, deux tréflées. Deux chapiteaux seulement sont sculptés (figures humaines, motif ornemental), les autres sont épannelés. Le déambulatoire est voûté d'un berceau en plein-cintre soutenu par de petits arcs-doubleaux s'appuyant sur les chapiteaux des colonnes et sur des consoles.
L'abside a une corniche à bandeau et biseau sans modillon. A l'angle Nord-Est du croisillon Nord, se voient les traces d'une tour. Devant l'église se trouvent des lions en granite sculptés.
Le clocher isolé, à un étage, surmonté d'une flèche en charpente, est percé de baies géminées en plein cintre. Il a été remanié. L'étage inférieur a des marques de tâcherons à l'intérieur. Dans le mur Sud, un bas-relief gallo-romain a été remployé.